# Chrysoglossum
Chrysoglossum là một chi thực vật có hoa trong họ, Orchidaceae.

## Các loài
- Chrysoglossum assamicum  Hook.f. (1890)
- Chrysoglossum ensigerum  W.Burgh & de Vogel (1997)
- Chrysoglossum ornatum  Blume (1825)
- Chrysoglossum reticulatum  Carr (1935)